# Demokratisk förändring (Panama)
Demokratisk förändring (spanska: Cambio Democrático – CD), är ett politiskt parti i Panama. Partiet bildades 20 maj 1998.